# Songs from the Wood
Songs from the Wood is een album van de Britse progressieve-rockband Jethro Tull, uitgebracht in 1977. De onofficiële alternatieve titel is Jethro Tull with kitchen, prose and gutter rhymes and divers songs from the wood. Het is het eerste van een trilogie zogenaamde folkrock-albums.

## Geschiedenis
De omgang met bands als Fairport Convention en Steeleye Span inspireerden Ian Anderson om meer Keltische folkmuziek te integreren in Jethro Tull.
Daarnaast verhuisde Anderson van Londen naar het Schotse Isle Of Skye, naar een groot landgoed midden in de natuur en landbouwgebieden. Hij verhuisde o.a. omdat hij het geld dat hij verdiende met Jethro Tull niet wilde uitgeven aan drugs, feesten en auto's, maar er echt wat nuttigs mee wilde doen. Hij zette zich in voor de natuur en de lokale werkgelegenheid door een grote zalmkwekerij op te zetten.
Het album bevat dan ook thema's als het grote verschil tussen de stad en het platteland. Maar ook beschrijft het liefdevol de Engelse en Keltische cultuur waarvan het land doordrenkt is. Voorchristelijke mythen en beelden (waaronder seksuele gewoonten) worden prominent geschetst, en Anderson laat trots zijn afkomst aan de rest van de wereld zien.
Er is zelfs een groep mensen die menen pagan (heidense) invloeden te zien in Andersons teksten, en er zijn dan ook boeken geschreven over deze muzikale periode van de band, zoals: "The Phantoms Of 3000 Years : A Look At Some Of The Myths Behind The Music Of Jethro Tull" en "Pagan Images in English Folk Song".

## Nummers
1. Songs from the Wood
2. Jack-in-the-Green
3. Cup of Wonder
4. Hunting Girl
5. Ring Out, Solstice Bells
6. Velvet Green
7. The Whistler
8. Pibroch (Cap in Hand)
9. Fire at Midnight
10. Beltane¹
11. Velvet Green (live)¹

¹Bonusnummer op de digitaal geremasterde versie.

## Bezetting
- Ian Anderson (zang, dwarsfluit, akoestische gitaar, mandoline, fluiten)
- Martin Barre (elektrische gitaar, luit)
- John Evan (piano, orgel, synthesizers)
- Barriemore Barlow (drums, marimba, glockenspiel, klok (bel), nakir, tabor)
- John Glascock (basgitaar, zang)
- David Palmer (piano, synthesizer, portatief orgel)